# Friedrich Jaeger (Historiker)
Friedrich Jaeger (* 27. Oktober 1956 in Dortmund) ist ein deutscher Historiker.

## Leben
1992 wurde er an der Universität Bielefeld mit der Dissertation Bürgerliche Modernisierungskrise und historische Sinnbildung. Kulturgeschichte bei Droysen, Burckhardt und Max Weber promoviert. Seit 1998 war er wissenschaftlicher Mitarbeiter am Kulturwissenschaftlichen Institut in Essen. Von 1999 bis 2005 lehrte er als Privatdozent für Neuere Geschichte an der Fakultät für Geschichtswissenschaft und Philosophie der Universität Bielefeld. Von 2001 bis 2019 war er geschäftsführender Herausgeber der Enzyklopädie der Neuzeit. Von 2004 bis 2005 war er Gastprofessor am Max-Weber-Kolleg für kultur- und sozialwissenschaftliche Studien an der Universität Erfurt. Von 2008 bis 2017 war er außerplanmäßiger Professor für Neuere Geschichte an der Fakultät für Kulturreflexion und Studium Fundamentale der Universität Witten.
Seine Forschungsschwerpunkte sind die Geschichte der Neuzeit, Konzeptionen der Moderne, Geschichts- und Kulturtheorie, Geschichte der Historiographie und Human-Animal Studies.

## Schriften (Auswahl)
- mit Jörn Rüsen: Geschichte des Historismus. Eine Einführung. München 1992, ISBN 3-406-36081-5.
- Bürgerliche Modernisierungskrise und historische Sinnbildung. Kulturgeschichte bei Droysen, Burckhardt und Max Weber. Göttingen 1994, ISBN 3-525-35670-6.
- Amerikanischer Liberalismus und zivile Gesellschaft. Perspektiven sozialer Reform zu Beginn des 20. Jahrhunderts. Göttingen 2001, ISBN 3-525-35684-6.
- mit Wolfgang Knöbl und Ute Schneider (Hrsg.): Handbuch der Moderneforschung. Stuttgart 2015, ISBN 3-476-02442-3.